# Майор Сарагоса, Федерико
Федери́ко Майо́р Сараго́са (исп. Federico Mayor Zaragoza; 27 января 1934, Барселона, Барселона — 19 декабря 2024, Мадрид) — испанский учёный, политик, государственный деятель, писатель, поэт.

## Учёный
В 1956 году Федерико Майор завершил обучение в Мадридском университете Комплутенсе по специальности биохимия, где через два года защитил докторскую степень в области фармакологии. Широкую известность ему принесли работы по обмену мозгового вещества у новорожденных.

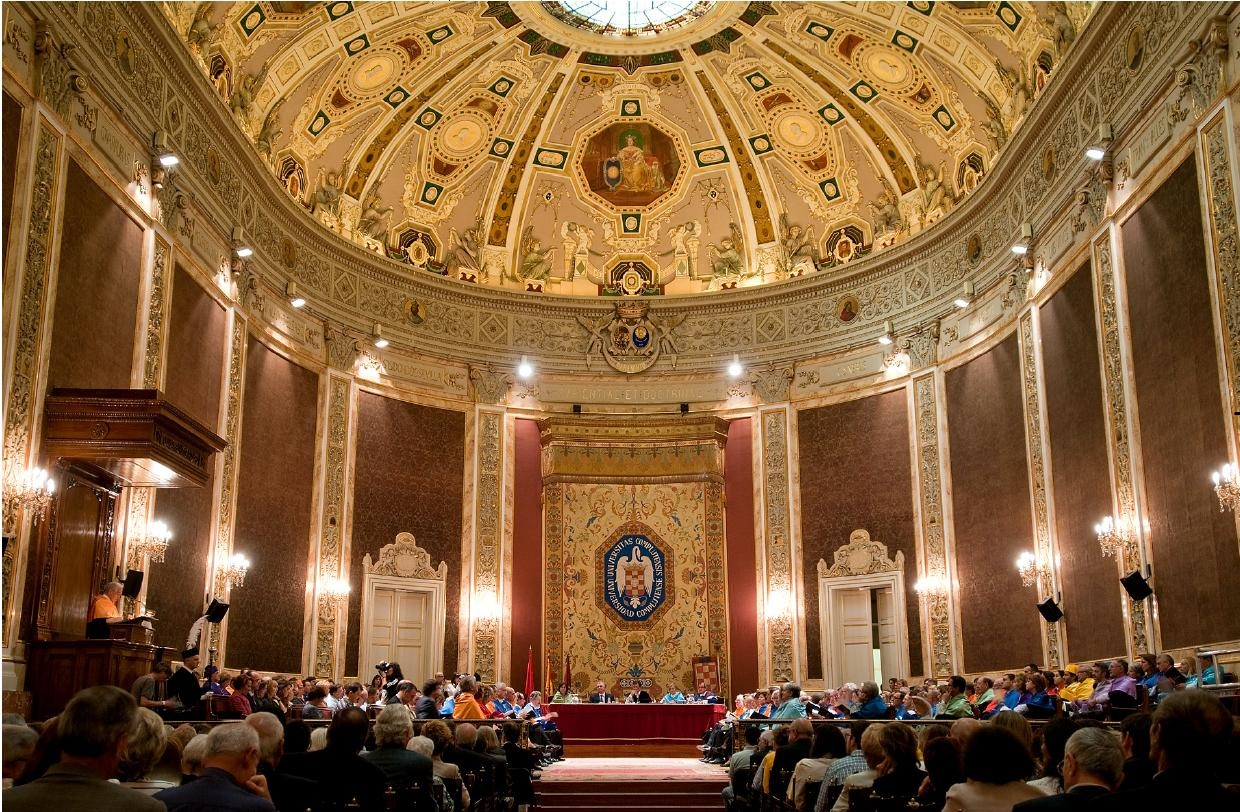
Аудитория Мадридского университета Комплутенсе, где учился Федерико Майор

В 30 лет Ф. Майор стал профессором биохимии факультета фармакологии Гранадского университета, где занимал пост ректора в 1968—1972 годах. В это время он начал работу по профилактике умственной отсталости с помощью ранней диагностики.
С 1973 года Федерико Майор — профессор биохимии в Мадридском автономном университете. С его активным участием при Высшем совете по научным исследованиям (англ. Spanish National Research Council) и Мадридском автономном университете был основан в 1974 году Центр молекулярной биологии имени Северо Очоа.
В 1976 году Федерико Майора избрали академиком Королевской академии медицинских наук. В 1992 году он подписал «Предупреждение человечеству».

### Смерть
Умер 19 декабря 2024 года в Мадриде в возрасте 90 лет.

## Политик и государственный деятель
Стремительный карьерный рост, известность в научных кругах и активная общественная деятельность привели Федерико Майора в политику.
В разные годы Федерико Майор занимал в органах законодательной и исполнительной власти различные должности, а именно: заместитель министра образования и науки в правительстве Испании (1974—1975), советник председателя правительства Испании (1977—1978), депутат испанского парламента от Союза демократического центра по Гранадскому избирательному округу (1977—1978), министр образования и науки (1981—1982), депутат Европейского парламента от Испании (1987—1989).
Одним из ключевых постов в карьере Ф. Майора были должность заместителя генерального директора ЮНЕСКО (с 1978 года) и звание генерального директора ЮНЕСКО (с 1987 года).
С 1996 года Ф. Майор — член Комиссии по разработке Хартии Земли, окончательный вариант которой был принят в марте 2000 года на собрании Комиссии в Парижской штаб-квартире ЮНЕСКО. Как основатель и президент международного Фонда культуры мира, Федерико Майор способствует распространению Хартии Земли не только на уровне школ и университетов, но и на уровне городских властей, советов, парламентов и прочих представителей исполнительной власти.
Активно участвуя в разъяснениях смысла Хартии Земли, Федерико Майор выступает за поиск новых путей развития на Земле, за гармоничное совмещение культурного своеобразия с тенденциями тотальной глобализации; за направленность на развитие духовных ценностей человека, а не только удовлетворение материальных потребностей; за обеспечение гарантий прав и свобод человека; за достижение экономической справедливости.
Формулируя миссию ЮНЕСКО, он акцентировал прежде всего права человека, мирное сосуществование и толерантность во имя мира. Под руководством Федерико Майора ЮНЕСКО создаёт программу Культура мира, которая включает основные разделы: образование ради мира, права человека и демократия, борьба против изоляции и бедности, защита культурного разнообразия и межкультурный диалог, а также предотвращение конфликтов и укрепление мира. Эти вопросы стали основными на многих международных встречах и конференциях по темам педагогики ненасилия, искоренения дискриминации и поддержки плюрализма и международного сотрудничества. Результатами таких мероприятий были декларации, в которых закреплялась необходимость поддержки просвещения, развития науки, взаимного уважения культур, совершенствования правовой системы.
Начиная с 2001 года, Генеральная Ассамблея ООН провозглашает Международные десятилетия сближения культур (2001—2010 гг.), (2013—2022 гг.).
В 2002 году Федерико Майор основал Всемирный форум гражданских общественных сетей, первое собрание которого состоялось в Барселоне. В декабре 2002 года был назначен на должность Председателя Экспертной группы Европейского исследовательского совета.
В 2005 году он стал одним из сопредседателей Группы высокого уровня Альянса цивилизаций при Генеральном Секретаре ООН, участвовал в подготовке Всемирного социального форума в Порту-Алегри / Бразилия.
В настоящее время Федерико Майор Сарагоса продолжает активную научную и общественную деятельность, являясь президентом Инициативы по науке в Европе, почётным председателем Академии Мира (фр. Académie de la Paix), почётным доктором МГИМО.
В каталоге Немецкой национальной библиотеки приводится более двадцати публикаций Федерико Майора с 1967 по 2008 годы — книги, письма, речи, выступления (на немецком, английском, испанском и французском языках), некоторые из них в соавторстве, например, с Кофи Аннаном «Письма будущим поколениям» (англ. Letters to future generations), с Мариу Суаришем «Европа как маяк?» (нем. Europa als Leuchtturm?).
В своих статьях Федерико Майор постоянно подчёркивает важность демократической многосторонности.

## Поэт и писатель
Помимо многочисленных научных публикаций, Майор издал четыре книги стихов: «A contraviento» («Против ветра», 1985), «Aguafuertes» («Гравюры», 1991), «El fuego y la esperanza» («Пламя и надежда», 1996) и «Terral» («Береговой ветер», 1997), а также несколько сборников сочинений, в том числе «Un mundo nuevo» («Новый мир», на английском — «Грядущий мир: Создание нашего будущего», 1999), «Los nudos gordianos» («Гордиевы узлы», 1999), «Mañana siempre es tarde» («Завтра всегда опаздывает», 1987), «La nueva página» («Новая страница», 1994), «Memoria del futuro» («Воспоминания будущего», 1994), «La paix demain?» («Завтрашний мир?», 1995), «Science and Power» («Наука и Власть», 1995) и «Un idéal en action» («Идеал деятельности», 1996).

## Поддержка культурных проектов
Федерико Майор был генеральным директором ЮНЕСКО двенадцать лет, начиная с 1987 года.
26 мая 1988 года Ф. Майор направляет на бланке ЮНЕСКО письмо Й. К. Б. Киршу (англ. J. C. B. Kirsch), президенту «Музыка-Магна» (англ. Musica Magna International), в котором выражает свою поддержку нового культурного проекта, созданного за несколько лет до основания в Берлине первой в истории международной Дельфийской организации.
Ежемесячное издание Союза композиторов РСФСР опубликовало в 1988 году информацию о планах проекта «Musica Magna»:

 1997 г. — проведение первого «Международного конкурса классической музыки» в качестве «генеральной репетиции» Дельфийских игр.
1998 г. — проведение Дельфийских игр.

Как сообщалось в российской прессе 1996 года:
Начало всемирному Дельфийскому движению нашей эпохи было положено возникновением в Женеве Международного общества «Musica Magna». Именно этим обществом, возглавляемым Иоганном Кристианом Берхардом Киршем (ФРГ), и был предложен уникальный проект «нового форума нового времени». В 1994 году, в Берлине, был создан Международный Дельфийский комитет (с участием представителей России), являющийся организационным центром Дельфийских игр.
В 1996 году в Санкт-Петербурге под патронатом генерального директора ЮНЕСКО проходил Первый Дельфийский Конгресс (англ. First Delphic Congress).

18 апреля 1997 года патронат ЮНЕСКО был предоставлен Второму Всемирному Дельфийскому Конгрессу (англ. Second World Delphic Congress), который проходил в Тбилиси/ Грузия одновременно с первыми Международными молодёжными Дельфийскими играми. Кроме того, было принято решение командировать представителя ЮНЕСКО для участия во Втором Всемирном Дельфийском Конгрессе.
Два срока подряд Федерико Майор выполнял обязанности генерального директора ЮНЕСКО, однако идти на третий срок он добровольно отказался, чтобы посвятить себя с 1999 года созданию Фонда культуры мира (исп. Fundación Cultura de Paz), который был основан в марте 2000 года в Мадриде.
Возглавляя Фонд культуры мира, Федерико Майор Сарагоса продолжает миссию, к которой приступил в ЮНЕСКО — содействовать переходу от культуры принуждения и насилия к культуре мира и толерантности, к создания гражданского общества, свободного от невежества и насилия, от нищеты и страданий.

## Награды
- Орден Дружбы народов (6 января 1994 года, Россия) — за большой вклад в успешное развитие международного интеллектуального, научно-технического сотрудничества и укрепление взаимодействия между Российской Федерацией и Организацией Объединённых Наций по вопросам образования, науки и культуры (ЮНЕСКО)[26].
- Орден «Дружба» (10 апреля 1996 года, Узбекистан) — за выдающиеся заслуги в укреплении культурного сотрудничества между ЮНЕСКО и Узбекистаном, огромный вклад в возрождение и распространение богатейшего духовного наследия народов Центральной Азии, реализацию международной программы «Шелковый путь — Путь диалога»[27].
- Памятный золотой орден «Манас-1000» и памятная золотая медаль (28 августа 1995, Кыргызстан) — за активное содействие популяризации эпоса «Манас» на международной арене и большой вклад в подготовку и проведение юбилейных мероприятий[28].
- Лауреат Президентской премии мира и духовного согласия Республики Казахстан (1995).
- Почётный гражданин города Бишкек[29].
- Почётный профессор МГУ (1998)[30].
- Почётный доктор МГУ (1989)[30].

## Видеозаписи интервью, бесед, докладов
- Интервью при подготовке Всемирного социального форума, 2005 (исп.)
- Мир вам, 2010 (исп.)
- Мы, народы Земли, 2011 (исп.)